# Laurella formosus
Laurella formosus är en tvåvingeart som först beskrevs av Roberts 1928.  Laurella formosus ingår i släktet Laurella och familjen svävflugor. Inga underarter finns listade i Catalogue of Life.